# Flore mésophile aérobie totale
 (mai 2021).
Si vous disposez d'ouvrages ou d'articles de référence ou si vous connaissez des sites web de qualité traitant du thème abordé ici, merci de compléter l'article en donnant les références utiles à sa vérifiabilité et en les liant à la section « Notes et références ».
La Flore mésophile aérobie totale (FMAT) est un indicateur sanitaire qui permet d'évaluer le nombre d'unités formant une colonie (UFC) présentes dans un produit ou sur une surface. Ce dénombrement se fait à 30 °C ce qui permet de dénombrer trois grands types de flore :
- la flore thermophile, température optimale de croissance à 45 °C ;
- la flore mésophile, température optimale de croissance entre 20 °C et 40 °C ;
- la flore psychrophile, température optimale de croissance à 20 °C.

Comme il s'agit d'un milieu ordinaire, la plupart des micro-organismes peuvent se développer, sauf ceux qui sont exigeants et les micro-organismes anaérobies stricts. Il est donc préférable de parler de Flore Mésophile Aérobie à 30 °C que de « flore totale ».
L'unité est l'UFC (Unité formant colonie) car une colonie observable sur la gélose peut venir d'un micro-organisme isolé, d'une spore ou encore d'une association de micro-organismes.

## Dénombrement de la FMAT d'une surface
Il existe plusieurs techniques possibles, elles sont relativement simples. Selon les inconvénients et les avantages de chacune, le responsable qualité devra faire des choix.

### Dénombrement avec une boîte de contact Rodac
Les boîtes Rodac sont des boîtes de Petri prêtes à l'emploi, avec un milieu gélosé PCA(Plate Count Agar), légèrement bombé, à bord surélevé que l'on pose directement sur une surface. Du TTC est souvent ajouté à la gélose pour stopper les actions des détergents et désinfectants et donc compter les survivants. Une boîte Rodac couvre la surface de 20 cm2. Les boîtes sont directement mises à étuver a 30 °C pendant 72 h puis le nombre de colonies observables est compté.
- Avantages : peu de manipulations, rapide et simple.
- Inconvénients : ne peut se faire que sur des surfaces planes, pleines et sèches pour éviter une culture en nappe.

### Dénombrement avec les écouvillons
Les écouvillons ressemblent à des coton tiges. Après avoir été trempés dans un tube d'urée tryptophane additionné de TTC, il suffit de le frotter contre la surface et de le remettre dans le tube. Après une agitation vive, 1 mL de solution est étalé sur une gélose PCA puis est mis à incuber à 30 °C pendant 72 h. Un dénombrement est ensuite effectué.
- Avantages : permet d'aller dans les coins difficile d'accès.
- Inconvénients : besoin d'un étalon de surface métallique qui devra être stérilisé à chaque fois (ce qui n'est pas toujours faisable), une partie seulement des micro-organismes sont dénombrés (une partie reste dans les fibres de l'écouvillon).

### Dénombrement par mesure de L'ATP-métrie
Cette méthode se base sur le fait que les micro-organismes produisent de ATP, molécule qui permet de fournir de l'énergie aux cellules, et qui a la propriété de se dégrader rapidement quand la cellule meurt. L'ATP, sous l'action d'une luciférase, produit un photon. C'est la même réaction qui permet aux lucioles de briller. En considérant qu'un photon soit émis par ATP, et que la quantité d'ATP soit identique pour chaque micro-organisme, on peut mesurer la lumière émise et dénombrer les microbes.
Le prélèvement se fait toujours avec un écouvillon adapté. L'embout est alors plongé dans une cuve de solution enzymatique qui extrait l'ATP et la fait réagir. La cuve passe dans un spectrophotomètre qui donne directement le résultat.
- Avantages : rapide (moins de 2 minutes), accès aux zones difficiles ;
- Inconvénients : investissement financier important, applicable uniquement aux surfaces et aux eaux de rincages.

## Dénombrement de la flore mésophile aérobie revivifiable (FMAR) d'un produit
Dans un produit alimentaire, on ne peut pas utiliser ces techniques : les micro-organismes sont présents dans la totalité du produit et non pas seulement en surface. Il faut donc prélever un échantillon du produit qui puisse permettre d'apprécier la qualité microbiologique de l'aliment (p. ex. : dans un plat en sauce, on prendra dans les échantillons à analyser, aussi bien des légumes, de la viande ou de la sauce.)

### Dénombrement de la FMAR d'un produit alimentaire solide

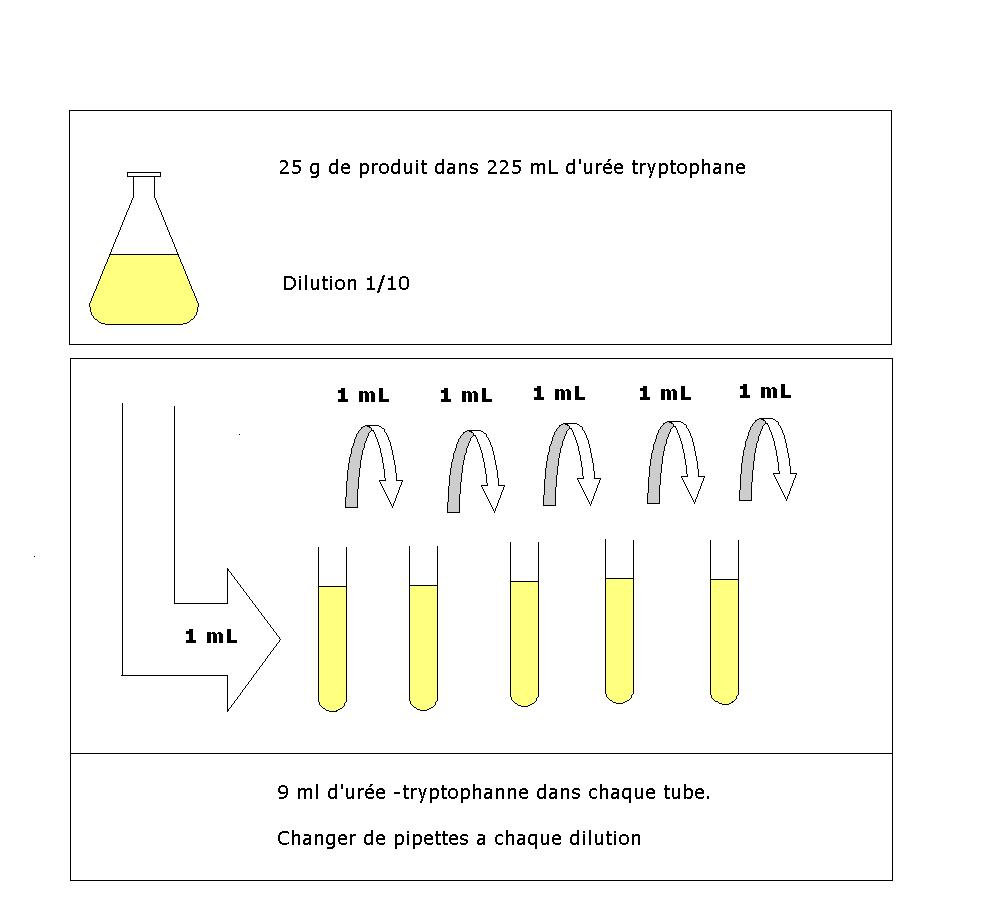
Dilutions successives

Prenons l'exemple du yaourt : cet aliment est riche en bactéries lactiques. En étalant 1 g de yaourt pur sur une gélose, on obtient une culture bactérienne en nappe et il serait impossible de compter les colonies.
Pour éviter ce problème, il faut effectuer des dilutions successives. La norme est de prélever 25 g de produit de façon homogène que l'on dilue au 10e, avant de le diluer à nouveau dans 225 mL d'urée-tryptophane contenu dans un sac spécial. Comme les micro-organismes peuvent être partout dans l'aliment, l'aliment sera broyé dans une machine.

#### Technique des dilutions successives
En milieu aseptique, un millilitre du sac est prélevé avec une pipette graduée, et transversé dans un tube contenant 9 ml d'urée tryptophane afin de réaliser une dilution au 1/10e : si le lait pur contenait 10 000 bactéries/mL, le second tube contient 1 000 bactéries/mL. L'opération est renouvelée en changeant de pipette et en versant de nouveau 1 ml dans un nouveau tube d'urée-tryptophane, et ainsi de suite, jusqu'à ce que la concentration en bactéries devienne relativement faible. Les tubes sont homogénéisés entre chaque dilution et afin d'avoir égalité statistique entre les tubes, un millilitre de la dernière solution est jetée. On considère que les colonies sont dénombrables si leur nombre est compris entre 10 et 300. Au-dessus de 300, elles sont indénombrables, et en dessous de 10 on considère qu'elles sont trop rares pour être dénombrées.

#### Mise en gélose PCA

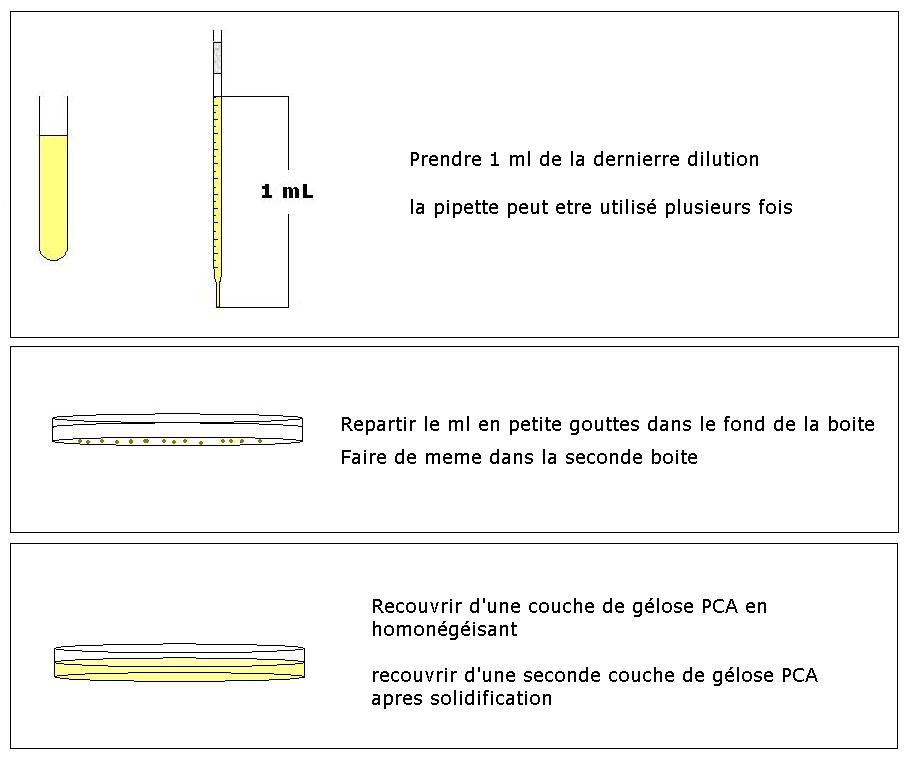
Mise en gélose PCA

Comme dit précédemment, la gélose PCA est une gélose standard pour le dénombrement. Les boîtes de Petri sont annotées et doivent contenir sur la tranche :
- la date ;
- la dilution utilisée ;
- la température d'incubation ;
- la durée d'incubation.

On prend une nouvelle pipette et à partir de la dernière dilution, on prélève 1 mL de dilution qui sera réparti en goutte au fond de la boîte correspondante. L'opération est renouvelée pour la seconde boîte. On remonte jusqu'à la dilution supérieure sans changer de pipette, jusqu'à la première dilution.
Les gouttes sont ensuite recouvertes d'une couche de gélose PCA en surfusion, et le tout est homogénéisé avec des mouvements circulaires. On s'arrange pour que la gélose ne soit pas trop chaude de façon à ne pas tuer les bactéries.
Une fois la gélose refroidie, on la passe une seconde couche de gélose PCA, ce qui a pour effet d'immobiliser les bactéries, et donc de former des colonies bien définies. On met à incuber à 30 °C pendant 72 h.

### Dénombrement de la FMAR d'un produit liquide
Il s'agit de la même opération, mais en se contentant de prendre 1 mL d'échantillon et en le diluant.

## Lecture des résultats
Toujours sur l'exemple de l'analyse de 25 g de yaourt :
|         | Échantillon non dilué | Dilution {\displaystyle 10^{-1}} | Dilution {\displaystyle 10^{-2}} | Dilution {\displaystyle 10^{-3}} | Dilution {\displaystyle 10^{-4}} |
| ------- | --------------------- | -------------------------------- | -------------------------------- | -------------------------------- | -------------------------------- |
| Boîte 1 | >300                  | >300                             | 295                              | 34                               | <30                              |
| Boîte 2 | >300                  | >300                             | 280                              | 31                               | <30                              |

Il est impossible de compter une boîte contenant plus de 300 colonies en raison d'un risque d'erreur trop important. Ces résultats sont donc rejetés.
Les boîtes contenant moins de 30 colonies sont elles aussi écartées, les colonies sont trop rares et peuvent induire en erreur.
On utilise la formule mathématique : 
{\displaystyle N={\sum colonies \over V_{mL}\times (n_{1}+0,1n_{2})\times d_{1}}}
- {\displaystyle N\,} : nombre d'UFC par gramme ou par mL de produit initial ;
- {\displaystyle \sum colonies} : sommes des colonies des boîtes interprétables ;
- {\displaystyle V_{mL}\,}: volume de solution déposé (1 mL) ;
- {\displaystyle n_{1}\,} : nombre de boîtes considérées à la première dilution retenue ;
- {\displaystyle n_{2}\,} : nombre de boîtes considérées à la seconde dilution retenue ;
- {\displaystyle d_{1}\,} : facteur de la première dilution retenue.

Application numérique :
{\displaystyle N={295+280+34+31 \over 1\times (2+0.1\times 2)\times 10^{-2}}}
{\displaystyle N={640 \over (2.2)\times 10^{-2}}}
N = 29 090 UFC par gramme de yaourt.